# Marylin Frascone
Marylin Frascone est une pianiste française en musique classique née à Pamiers (Ariège) en 1975.

## Biographie
Née en Ariège, Marylin Frascone commence le piano dès quatre ans. Elle commence sa formation pianistique en France avec Annie d'Arco à l'École normale Alfred Cortot, à Paris. Elle donne ses premiers concerts à l'âge de douze ans et obtient le diplôme de Licence de Concert à seize ans.
Sous l'impulsion de Vadim Sakharov, elle entre au Conservatoire Tchaikovsky de Moscou en 1995 dans les classes de Natalia Trull et Serguei Dorensky. La même année, elle reçoit le premier grand prix au Concours international Chopin de Marianské Lazné en République tchèque.

## Discographie
- 2005 -  Rachmaninov pièces pour piano. UVM Distribution . Sonate, variations - Corelli, préludes, étude tableau

- 2007 - Franz Liszt : Pièces pour piano (Transart/Naïve)

- 2008 - Moussorgsky : Tableaux d'une exposition ; Chopin : Fantaisie, Berceuse, Mazurkas, Polonaise héroïque (Intégral Classic INT.221164). Indisponible

- 2009 - Liszt : Sonate en si mineur ; Ravel : Gaspard de la nuit (UVM Distribution)

- 2010 - Schumann, Mozart, Beethoven, Scriabine, Bizet/Horowitz : Fantaisies pour piano Fantasies for piano, UVM Distribution